# Хуан-Фернандес (коммуна)
Хуан-Фернандес (исп. Juan Fernández) — коммуна в Чили на островах Хуан-Фернандес. Коммуна входит в состав провинции Вальпараисо и области Вальпараисо.

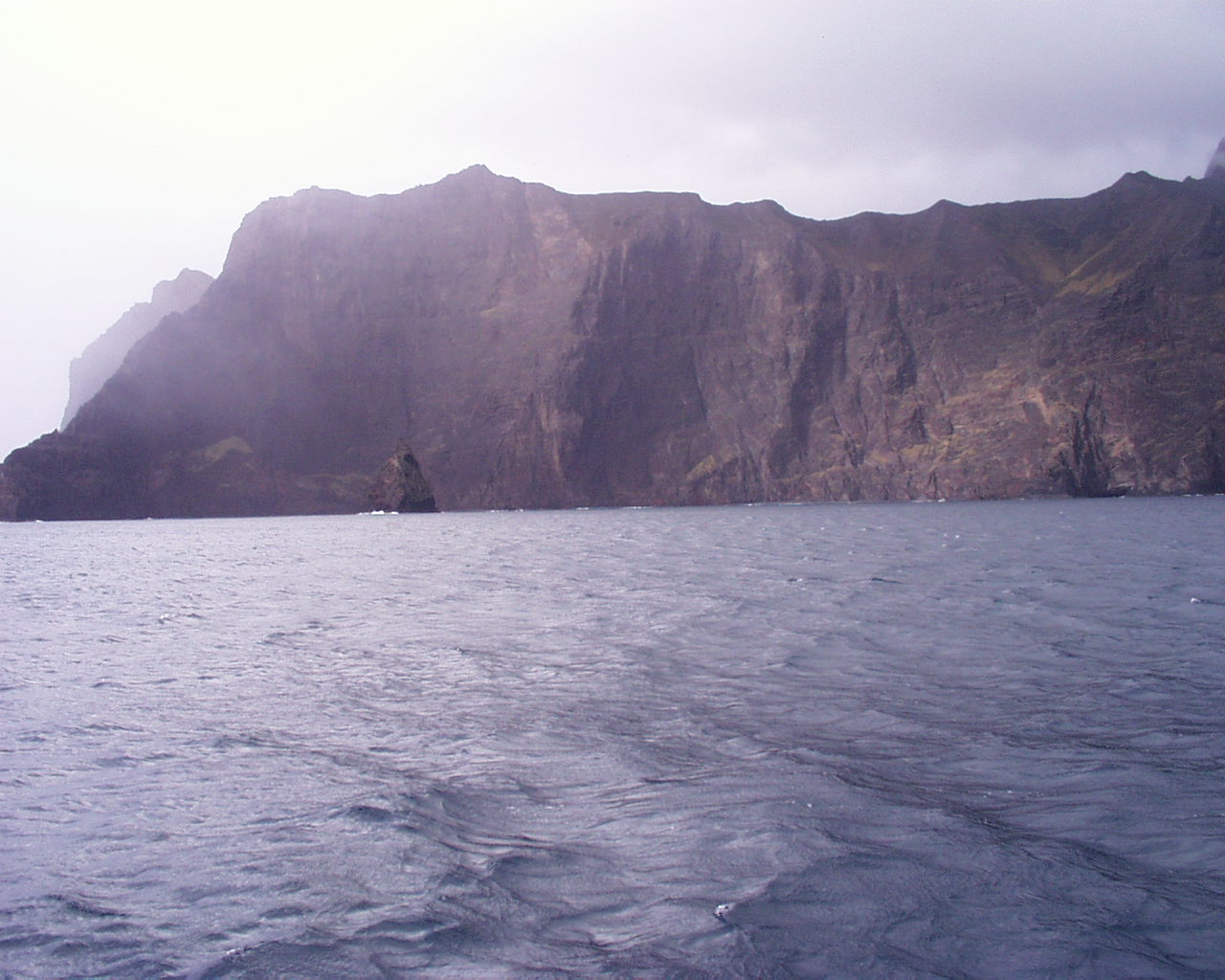
Скалы острова Хуан Фернандес

Территория — 149,4 км². Численность населения — 926 жителей (2017). Плотность населения — 6,2 чел./км².

## Расположение
Коммуна расположена в 670 км на запад от административного центра области города Вальпараисо на островах Хуан-Фернандес.

## Демография
Согласно сведениям, собранным в ходе переписи 2017 г.  Национальным институтом статистики (INE),  население коммуны составляет:
| Полное население                          | Полное население                          | Полное население                          | Полное население                          | Полное население                          | 926  |
| ----------------------------------------- | ----------------------------------------- | ----------------------------------------- | ----------------------------------------- | ----------------------------------------- | ---- |
| в том числе:                              | Городское население                       | 0                                         | Процент городского населения, %           | 0,00                                      |      |
|                                           | Сельское население                        | 926                                       | Процент сельского населения, %            | 100,00                                    |      |
|                                           | Мужское население                         | 499                                       | Процент мужского населения, %             | 53,89                                     |      |
|                                           | Женское население                         | 427                                       | Процент женского населения, %             | 46,11                                     |      |
| Плотность населения, чел/км²              | Плотность населения, чел/км²              | Плотность населения, чел/км²              | Плотность населения, чел/км²              | Плотность населения, чел/км²              | 6,2  |
| Население коммуны в % к населению области | Население коммуны в % к населению области | Население коммуны в % к населению области | Население коммуны в % к населению области | Население коммуны в % к населению области | 0,05 |

|}
| Динамика изменения населения коммуны | Динамика изменения населения коммуны | Динамика изменения населения коммуны | Динамика изменения населения коммуны |
| ------------------------------------ | ------------------------------------ | ------------------------------------ | ------------------------------------ |
| 1992                                 | 2002                                 | 2012                                 | 2017                                 |
| 488                                  | 633▲                                 | 792▲                                 | 926▲                                 |

## Важнейшие населенные пункты[4]
| № | Населённый пункт | Населённый пункт (исп.) | Категория | Население чел. (2002) | На карте                        |
| - | ---------------- | ----------------------- | --------- | --------------------- | ------------------------------- |
| 1 | Сан-Хуан-Батиста | San Juan Bautista       | посёлок   | 598                   | 33°38′09″ ю. ш. 78°49′53″ з. д. |